# معركة رأس العين (فلسطين)
دارت معركة رأس العين ما بين أشهر اذار وايار من سنة 1948، بين جيش الإنقاذ، بقيادة القائد حسن سلامة والقوات الصهيونية.

## المعركة
في 1948/03/08 تمركز في قطاع رأس العين حوالي خمسمائة مقاتل من جيش الإنقاذ معظمهم عراقيون وسيطروا على مياه رأس العين. ولم يقطعوا الماء عن القدس في بادئ الأمر كي لا يتضرر العرب القاطنون في الأحياء الغربية اليهودية. إلا أنهم طردوا جميع الموظفين الصهيونيين من مؤسسة المياه واستبدلوا بهم موظفين عرباً.
عندما سقطت دير ياسين والقسطل بيد الصهيونيين في أوائل نيسان سنة 1948 قرر المناضلون نسف الأنابيب التي توصل مياه رأس العين إلى الأحياء اليهودية الكائنة غربي مدينة القدس. وقد قام المناضلون من جيش الجهاد المقدس ومتطوعي البادية في 10 نيسان بتدميرها عند باب الواد. وتضررت الأحياء اليهودية ودوائر الحكومة وقوات الجيش البريطاني في مدينة القدس، وراحت الهيئات الصهيونية توزع الماء على السكان اليهود من الآبار والصهاريج التي تتجمع فيها مياه الأمطار.
وبعد سقوط مدينة يافا في 17/5/1948، دمر العرب أنابيب مياه رأس العين في أربعة مواضع خشية أن يصل اليهود إلى ذلك القطاع ويستولوا على رأس النبع. ولم يؤثر القطاع مياه رأس العين على الأحياء العربية في القدس لأنها كانت تتزود من مياه عين قارة.
واستمرت محاولات الصهيونيين للاستيلاء على رأس منذ وضع العرب أيديهم عليها. وقامت بين الفريقين معارك عنيفة حول النبع كان أشدها التي وقعت في الأيام الثلاثة الأخيرة من شهر أيار. وتمكن الصهيونيون يوم 30 أيار من التغلب على حامية رأس العين واستولوا عليها.
وما إن أطل فجر يوم 31/5/1948 حتى كان المناضلون من أبناء فريق دير طريف وبيت نبالا والقرى المجاورة يهرعون من كل صوب وينجدون قائد القطاع الأوسط الشيخ حسن سلامة. وتجمعت منهم قوة كبيرة تقدمها الشيخ وشن هجوماً مضاداً كاسحاً على مراكز العدو الصهيوني في رأس العين. وقد أصابت شظية القائد حسن سلامه في رئته اليسرى فنقل إلى المستشفى. واستمر رجاله يقاتلون العصابات الصهيونية حتى قاموا بطردهم، وكان النصر حليفهم عند ضحى يوم 31 أيار، ولم يكن قد مضى على احتلال الصهيونيين لرأس العين سوى ساعات قليلة.
استاء الصهاينة كثيرا لخسارة رأس العين التي استمالوا لاحتلالها، فأعادوا تنظيم قواتهم وقاموا بهجوم مضاد سريع عليها. وصمد المناضلون وهم يقاتلون، وفشل هجوم الصهيونيين وارتدوا مدحورين.
في يوم 1/6/1948 وصلت سرية عراقية من الفوج الأول – اللواء الأول فارتد الصهيونيون إلى الوراء دون أن يشتكوا مع العراقين الذين تسلموا رأس العين وقطاعها وراحوا يعملون على تحصين ذلك القطاع وتمركزوا فيه.
ظلت رأس العين بيد القوات العراقية من 1 حزيران حتى سقطت مدينتا اللد والرملة، فانسحبت هذه القوات على الأثر من مواقعها.